# Oslo universitetssjukhus
Oslo universitetssjukhus (norska: Oslo universitetssykehus) är Skandinaviens största sjukhus med runt 25 000 anställda. Det är knuten till medicinska fakulteten vid Universitetet i Oslo.
Det bildades den 1 januari 2009 när Rikshospitalet (med det tidigare Radiumhospitalet), Ullevål universitetssjukhus och Aker universitetssjukhus, alla i Oslo och redan knuten till Universitetet i Oslo, fusionerades. Sjukhuset har rötter som går tillbaka till 1826, då Rikshospitalet grundades.

### Fotnoter
1. ↑  ”Kort historikk” (på norska). Oslo universitetssjukhus. juli 2016. Arkiverad från originalet den 3 februari 2017. https://web.archive.org/web/20170203075652/https://oslo-universitetssykehus.no/Documents/Norsk-presentasjon-av-OUS-juli-2016.pdf. Läst 2 februari 2017.